# 다마가와정 (에히메현)
다마가와정(玉川町)은 에히메현 도요지방에 위치했던 정이며, 오치군에 속했다. 다나카와 반도 중부에 위치했었다.

## 역사
- 1889년 12월 15일 - 정촌제 시행에 수반해 오치군 니부카와촌, 구와촌, 간베촌, 류오카촌이 성립하였다.
- 1954년 3월 31일 - 니부카와촌, 구와촌, 간베촌, 류오카촌이 합병해 다마가와촌이 되었다.
- 1962년 4월 1일 - 정으로 승격해 다마가와정이 되었다.
- 1976년 9월 12일: 태풍 17호의 집중호우로 마을회관과 민가가 짓눌리는 피해, 4명 사망
- 2005년 1월 16일 - 이마바리시, 오치군 아사쿠라촌, 나미카타정, 오니시정, 기쿠마정, 요시우미정, 미야쿠보정, 하카타정, 가미우라정, 오미시마정, 세키젠촌이 합병해 새로운 이마바리시가 되어 다마가와정은 소멸하였다.

## 교통

### 도로
- 니시세토 자동차도